# Lucas Bourhis
Lucas Bourhis (Tours, 9 febbraio 2000) è un cestista francese.